# Mehmet Yozgatlı
Mehmet Yozgatlı (* 9. Januar 1979 in Melle) ist ein in Deutschland geborener türkischer Fußballspieler.
Bevor Yozgatlı mit dem professionellen Fußball begann, absolvierte er eine Ausbildung zum Bankkaufmann. Sein erster wichtiger Club war İstanbulspor AŞ, wo er 1998/99 spielte und in 27 Einsätzen vier Tore schoss. 1999 wechselte er nach Adanaspor und wurde direkt an Galatasaray Istanbul ausgeliehen. Nach seiner Rückkehr zu Istanbulspor AS bestritt er 71 Spiele und schoss sieben Tore.
In der Winterpause 2003/04 unterschrieb er einen Dreijahresvertrag mit Fenerbahçe Istanbul. Für Fenerbahçe spielte er elfmal und wurde türkischer Meister.
In der Saison 2004/05 spielte er 28-mal und bestritt zudem vier Partien in der Champions League und eine im UEFA-Pokal.
Zur Saison 2007/2008 wechselte er zu Beşiktaş Istanbul. Dort konnte er aufgrund von Verletzungen kaum Spiele absolvieren, weshalb er vom Trainer auch nicht mehr berücksichtigt wurde. Aus diesem Grunde wechselte Mehmet nach nur einer Saison bei den Schwarz-Weißen zu Gaziantepspor.
Für die türkische U21 erzielte Yozgatli fünf Tore in sechs Spielen.